# Visuelle Medien im Geschichtsunterricht
Visuelle Medien im Geschichtsunterricht bzw. geschichtsdidaktische visuelle Medien sind grundsätzlich Quellen und Darstellungen von Vergangenheit, die in ihrer Gegenständlichkeit auf eine Weise codiert und formatiert sind, dass sie den Lernenden dominierend in der Anschauung in irgendeiner Form von Bild gegenübertreten. Das unterscheidet sie von anderen geschichtsdidaktischen Mediengruppen/Quellengattungen wie Texten, Hörstücken oder materiellen Objekten bzw. Überresten.

## Fotografien im Geschichtsunterricht
Der Einsatz von Fotografien in Schulbüchern und im Geschichtsunterricht hat in den vergangenen Jahrzehnten aufgrund der veränderten Rezeptionsgewohnheit erheblich zugenommen. Sie nehmen dabei entweder die Funktion als Quelle ein oder dienen zur Veranschaulichung.
Beim Einsatz von fotografischen Quellen im Unterricht muss beachtet werden, dass die in dem Medium wiedergegebene ‚Wirklichkeit’ „in vielerlei Weise eingeschränkt, gebrochen und von außen beeinflusst“ ist. Die Bedeutung einer Bildquelle wird erst über den jeweiligen Diskurs generiert.
Für den Einsatz von Bildquellen im Geschichtsunterricht können verschiedene Herangehensweisen gewählt werden. Häufig wird das dreistufige Modell des Kunsthistorikers Erwin Panofsky verwendet.  Dieses Modell wurde kürzlich von Hans-Jürgen Pandel einer geschichtsdidaktischen Revision unterzogen, erweitert und angepasst.
In der neueren Diskussion (Gerhard Paul, Christoph Hamann) wird die Entstehungs- und Bearbeitungsgeschichte historischer Fotografien in den Mittelpunkt des geschichtsdidaktischen Interesses gerückt. Diese Verwendungen und Instrumentalisierungen sollten ein zentrales Erkenntnisinteresse des Geschichtsunterrichts sein (Visual History).

## Filme im Geschichtsunterricht
Filme sind aufgrund ihrer hohen Verbreitung und Attraktivität von hoher Beliebtheit und prägen die Geschichtskultur deshalb wesentlich mit. Filme erzählen historische Ereignisse neu und interpretieren sie dadurch, wobei sich die Produzenten, Drehbuchautoren und Regisseure aber nicht alle auf fachwissenschaftliche Erkenntnisse und Methoden stützen, sondern von anderen Interessen wie denjenigen der Unterhaltung oder der Vermarktung leiten lassen. Der Einsatz von Spielfilmen im Unterricht erfordert demnach einen kritischen Umgang mit den präsentierten Inhalten, zugleich ermöglicht er es, die Geschichtskultur explizit zum Thema zu machen.
Filme sind erwiesenermaßen hochwirksam. Es gelingt den Lernenden jedoch nicht zu unterscheiden, was der Film historisch plausibel darstellt und was reine Fiktion ist. Diese Unterscheidung gilt es zu thematisieren und in der Diskussion darüber die Dekonstruktionskompetenz der Lernenden zu fördern. Filme jeder Art können im Unterricht besprochen werden hinsichtlich ihrer:
- Faktenauthentizität,
- Typenauthentizität,
- Repräsentationsauthentizität.[9]

Ein Dokumentarfilm stellt die Vergangenheit nicht zwingend realitätsgetreuer dar, da er beispielsweise auch politisch instrumentalisiert sein kann. Neben dem Spiel- und dem Dokumentarfilm sind ferner auch filmische Zeitzeugnisse hervorzuheben. Filme betten historische Ereignisse, Epochen und Figuren in eine Narration ein, weshalb sie vollziehen, was der Geschichtsunterricht von den Lernenden verlangt.
Wenn Filme im Unterricht eingesetzt werden, ist es nötig, sie ebenfalls mit einem Verfahren, ähnlich der Quellenkritik, zu bearbeiten. Ziel dabei ist es, den Kern der Aussage zu erfassen und daraus das eigene Geschichtsbild zu entwickeln. Zu beachtende Punkte dabei sind: Wahrheit, Wirkung, Kritik an der Darstellung und Geschichtskultur im Alltag, die ebenfalls die individuelle Sicht beeinflussen. Die Forschung zur Wirksamkeit von Filmen hat sich ebenfalls diesen drei Ebenen – der Faktizität, der Einstellung einzelner Personen(gruppen) zu historischen Themen, sowie der gesellschaftlichen Sinnstiftung – angenommen. Gerade die qualitative Untersuchung davon „was Zuschauer überhaupt in den Filmen sehen“ bildet letztlich die Voraussetzung für eine effektive Vermittlung von historischen Fakten und Geschichtskultur im Unterricht. Dazu sind auch bereits empirische Untersuchungen von Britta Almut Wehen oder Christoph Kühberger vorgelegt worden.

## Karikaturen im Geschichtsunterricht
Karikaturen bilden Sachverhalte oder Ereignisse verdichtet und zugespitzt ab. Dies kann für den Geschichtsunterricht von Vorteil sein, birgt aber auch die Gefahr, dass tendenziöse Werturteile von den Lernenden unhinterfragt übernommen werden. Karikaturen werden häufig als Einstieg in ein Thema oder in der Systematisierung und Werturteilsbildung verwendet. Es gibt aber Positionen, die Karikaturen wegen ihrer semantischen Komplexität grundsätzlich zum Gegenstand der Erarbeitungsphase zu machen.
Der Wert der Karikatur für das historische Denken und Lernen liegt darin, dass die Lernenden zum kritischen Nachdenken angeregt werden und angehalten sind, mittels sorgfältiger Auseinandersetzung mit Werturteilen den historischen Sachverhalt zu deuten. Die Komplexität der Karikaturen erfordert eine gründliche Untersuchung und Erklärung der verwendeten Symbole, Typen und kollektive Stereotype. Karikaturen bieten die Gelegenheit, Multiperspektivität im Geschichtsunterricht einzubauen. Die Analyse einer Karikatur kann im klassischen Dreischritt von Beschreibung – Analyse – Interpretation/Urteil erfolgen.

## Karten im Geschichtsunterricht
Geschichtskarten und historische Karten schaffen aufgrund ihrer Komplexität auf den ersten Blick oft Distanz und sind für Lernende nicht ohne weiteres zugänglich. Erst wenn die Lernenden in der Lage sind, die verschiedenen Elemente der Karte zu dekodieren und zu verstehen, können sie die Karte lesen und die Informationsfülle erkennen und deuten.
Bei der Analyse von Geschichtskarten können drei Hauptphasen ausgemacht werden:
1. Orientierungsphase: Lektüre des Titels als Schlüssel zum Verständnis; Studium der Zeichenerklärung (Legende) als Schlüssel zur Erschließung der Karte; Beachtung von Maßstab, Farben, Beschriftungen.
2. Informations- und Verarbeitungsphase: Welche Informationen (Thema, Raum, Zeit) lassen sich aus der Karte herauslesen und wie zusammentragen? Welche Auskünfte vermittelt die Karte nicht?
3. Interpretations- und Bewertungsphase: Welche Erkenntnisse ergeben sich in Kombination mit dem Vorwissen der Lernenden bzw. dem Vergleich mit anderen Medien? Welche neuen Fragen tun sich auf? Folgende Kriterien sollen berücksichtigt werden: Absicht, Perspektivität und Objektivität der Karte.[19][20]

## Einzelbelege
1. ↑  Hilke Günther-Arndt: Ein neuer geschichtsdidaktischer Medienbegriff angesichts des digitalen Wandels? In: Christoph Pallaske (Hrsg.): Medien machen Geschichte. Neue Anforderungen an den geschichtsdidaktischen Medienbegriff im digitalen Wandel. Logos, Berlin 2015, ISBN 978-3-8325-3956-6, S. 17–36.
2. ↑  Christoph Hamann: Bildquellen im Geschichtsunterricht. In: Michele Barricelli u. a. (Hrsg.): Handbuch Praxis des Geschichtsunterrichts. Band 2. Wochenschau, Schwalbach 2012, ISBN 978-3-89974-783-6, S. 108–124, hier 108.
3. 1 2  Michael Sauer: Fotografie als historische Quelle. In: Geschichte in Wissenschaft und Unterricht. Band 53, Nr. 10, 2002, ISSN 0016-9056, S. 570–593, hier 571.
4. ↑  Hans-Jürgen Pandel: Bildinterpretation. Die Bildquelle im Geschichtsunterricht. Wochenschau, Schwalbach 2008, ISBN 978-3-89974-259-6.
5. ↑  Christoph Hamann: Visual History und Geschichtsdidaktik. Bildkompetenz in der historisch-politischen Bildung (= Reihe Geschichtswissenschaft. Nr. 53). Centaurus, Pfaffenweiler 2007, ISBN 978-3-8255-0687-2.
6. ↑  Gerhard Paul: Von der Historischen Bildkunde zur Visual History. In: ders. (Hrsg.): Visual History. Ein Studienbuch. Vandenhoeck & Ruprecht, Göttingen 2006, ISBN 3-525-36289-7, S. 7–28.
7. ↑  Heinrich Ammerer: Filmanalyse. Arbeitsblätter für einen kompetenzorientierten Geschichtsunterricht. 1. Auflage. Wochenschau, Frankfurt am Main 2016, ISBN 978-3-7344-0237-1.
8. ↑  Sabine Moller: Movie-Made Historical Consciousness. Empirische Antworten auf die Frage, was sich aus Spielfilmen über die Geschichte lernen lässt. In: Geschichte in Wissenschaft und Unterricht. Band 64, Nr. 7/8, 2013, ISSN 0016-9056, S. 389–404.
9. 1 2 3  Oliver Näpel: Film und Geschichte. „Histotainment“ im Unterricht. In: Michele Barricelli u. a. (Hrsg.): Handbuch Praxis des Geschichtsunterrichts. 2. Auflage. Band 2. Wochenschau, Schwalbach 2017, ISBN 978-3-89974-783-6, S. 146–170.
10. 1 2  Hans Utz: „Zu kurze Filme – zu lange Texte“. Filmausschnitte im Unterricht. In: Geschichte tun Wissenschaft und Unterricht. Band 59, Nr. 1, 2008, ISSN 0016-9056, S. 28–35.
11. ↑  Britta Almut Wehen: "Heute gucken wir einen Film".
Eine Studie zum Einsatz von historischen Spielfilmen im Geschichtsunterricht. 1. Auflage. BIS Verlag der Carl von Ossietzky Universität Oldenburg, Oldenburg 2012, ISBN 978-3-8142-2254-7.
12. ↑  Christoph Kühberger (Hrsg.): Geschichte denken. Zum Umgang mit Geschichte und Vergangenheit von Schüler/innen der Sekundarstufe I am Beispiel "Spielfilm". Empirische Befunde - Diagnostische Tools - Methodische Hinweise. 1. Auflage. Studienverlag, Innsbruck / Wien /Bozen 2013, ISBN 978-3-7065-5260-8.
13. ↑  Christoph Kühberger: Empirische Befunde zum Umgang mit Spielfilmen über die Vergangenheit in der Sekundarstufe I. In: Geschichte in Wissenschaft und Unterricht. Nr. 7–8, 2014, S. 423–438.
14. 1 2  Ulrich Schnakenberg: Die Karikatur im Geschichtsunterricht. Wochenschau, Schwalbach/Ts. 2012, ISBN 978-3-89974-757-7.
15. ↑  Hans-Jürgen Pandel: Karikaturen. Gezeichnete Kommentare und visuelle Leitartikel. In: Hans-Jürgen Handel u. a. (Hrsg.): Handbuch Medien im Geschichtsunterricht. 5., erw. Auflage. Wochenschau, Schwalbach/Ts. 2010, ISBN 978-3-89974-665-5, S. 269–290.
16. ↑  Michael Sauer: Bilder im Geschichtsunterricht. Typen, Interpretationsmethoden, Unterrichtsverfahren. Kallmeyer, Seelze-Velber 2000, ISBN 3-7800-4923-6, S. 110–112.
17. ↑  Ulrich Schnakenberg: Geschichte in Karikaturen 1900-1945. Band 2. Wochenschau, Schwalbach/Ts. 2014, ISBN 978-3-89974-998-4.
18. ↑  Edda Grafe, Carsten Hinrichs: Bildliche Quellen und Darstellungen. In: Hilke Günther-Arndt, Meik Zülsdorf-Kersting (Hrsg.): Geschichtsdidaktik. Praxishandbuch für die Sekundarstufe I und II. 6., überarb. Auflage. Cornelsen, Berlin 2014, ISBN 978-3-589-16309-0, S. 100–131.
19. ↑  Christina Böttcher: Die Karte. In: Ulrich Mayer u. a. (Hrsg.): Handbuch Medien im Geschichtsunterricht. 5., erw. Auflage. Wochenschau, Schwalbach/Ts. 2010, ISBN 978-3-89974-665-5, S. 184–209.
20. ↑  Michael Sauer: Geschichte unterrichten. Eine Einführung in Didaktik und Methodik. 7. Auflage. Friedrich, Seelze-Velber 2008, ISBN 978-3-7800-4925-4, S. 246–254.